# Бобятинский, Михаил Трофимович
Михаил Трофимович Бобятинский (1773—1832) — тайный советник; гродненский губернатор (в 1824—1831).

## Биография
Выходец из дворян Витебской губернии. Владел фольварком Пекалишки в Виленском уезде. С 30.03.1789 служил подканцеляристом в Суражском повете Полоцкого наместничества, с 27.09.1792 — в Полоцкой уголовной палате, с 28.07.1795 — регистратором в гражданском отделении Верховного литовского правления в г. Гродно.
21.10.1795 произведён в чин коллежского регистратора. С 1.07.1797 по 17.07.1800 служил в Литовской казённой палате, затем до 31.12.1804 — в Виленском губернском правлении, заслужил чины коллежского асессора и надворного советника. С 28.02.1805 по 8.04.1813 являлся правителем канцелярии при литовских военных губернаторах. В 1808 году произведён в чин коллежского советника.
8.04.1813 был назначен на должность виленского вице-губернатора; 4.08.1816 переведён в герольдию Сената Министерства финансов для особых поручений. Управлял казёнными лесами Виленской (1818—1822) и Гродненской (1822—1823) губерний. С 24.11.1823 по 30.10.1824 был снова на должности виленского вице-губернатора.
С 30.10.1824 — гродненский губернатор; 14.11.1826 был произведён в действительные статские советники. Ему пришлось пережить выступление декабристов в Браньске в 1826 году, крошинское выступление крестьян в 1828 году и восстание 1830—1831 годов. Бунт в армии был подавлен и 26.05.1827 Бобятинский доложил императору о том, что сёстры М. Рукевича (организатора декабристского Общества военных друзей) заключены в бригитский монастырь г. Гродно; 28.05.1828 Бобятинский сам побывал в Крошине и допросил всех подозреваемых, в том числе поэта П. Багрима, обвинявшегося в чтении крестьянам стихотворения «Размова хлопаў».
В 1830 году содействовал размещению действующих российских войск на территории губернии перед переходом ими границы Королевства Польского, принимал меры для прекращения отношений между пограничным населением губернии с заграничными жителями; 9.05.1831 за «благоразумные действия по поддержанию порядка в губернии» в период восстания 1830—1831 годов он был произведён в тайные советники. Командующий действующей армией Дибич 7 января 1831 года писал Николаю I:

Губернатор производит впечатление умного, но также и очень хитрого человека. Я высказал ему откровенно своё неудовольствие по поводу возвышения цен, сказав, что это вынудит меня прибегнуть к реквизиции, которая, понятно, ляжет главным образом на крупных собственников (а он сам принадлежит к числу их). Я также объявил ему в ответ на один глупый вопрос с его стороны, что я не могу делать никаких различий для тех подданных Вашего величества, которые, живя, частью в царстве, частью в империи, не принимали присяги в этой последней, а если они будут в рядах восставших, и что измена Вашему величеству, как императору, или как королю, составляет одно и тоже государственное преступление. Мне передавали, что зять губернатора принадлежит к людям этой категории.

В 1828 году Бобятинский создал Комитет по благоустройству города Гродно. В 1830 году по его представлению куратору Виленского учебного округа профессор Виленского университета И. Фонберг произвёл анализ химического состава воды друскеникских минеральных источников. В этом же году по инициативе Бобятинского была создана губернская комиссия с целью организации в Гродно публичной библиотеки, для чего сам губернатор предоставлял комнату в занимаемом им доме (левая сторона бывшего дома А. Тизенгауза, ближе к манежу), а также собственную мебель. Несмотря на то что губернатор дважды посылал запрос в Министерство внутренних дел, библиотека так и не была открыта.
Указом Николая I от 14 августа 1831 года переведён во 2-е отделение 6-го департамента Сената; 14 июля 1832 года откомандирован в Москву для участия в работе Комитета по устройству местных городских доходов и расходов; 3 (15) ноября 1832 года скоропостижно скончался. Похоронен на Введенском кладбище.

## Награды
- Орден Святого Владимира 4-й степени (1811)
- Орден Святой Анны 2-й степени (1824)
- Орден Святой Анны 1-й степени (1829)

## Семья
Первая жена — Паулина Монтвиллова, полька, по словам современника, «имела странное наивное выражение лица, которое не было лишено какой-то оригинальности. Она совсем не знала русского языка и из-за своей эксцентричности иногда говорила то, что другие не решались повторять». В период жизни с мужем в Вильно задавала тон всему городу, всегда была красива во всех значениях этого слова и слыла львицей местного общества. Их сын Владислав (1808), выпускник Виленского университета, титулярный советник.
Вторая жена — Екатерина Игнатьевна Валентинович (1810 — после 1836), младшая сестра графини Ф. И. Шуваловой. В первом браке Писанко, в третьем (с 04.02.1833) Горская. Была известна своей непозволительной связью с гражданским губернатором г. Вильно Д. Обресковым, который полностью попал под её влияние. Используя близость с губернатором, сенаторша Брбятинская протежировала сомнительным людям в получении чинов и должностей, под её нажимом Обресков отпустил из-под ареста 12 помещиков, замешанных в восстании 1830 года.